# Santa María Nativitas, Almoloya de Juárez
Santa María Nativitas är en ort i Mexiko, tillhörande kommunen Almoloya de Juárez i den västra delen av delstaten Mexiko, i den centrala delen av landet. Orten hade 3 532 invånare vid folkräkningen 2010.